# Bardo, Nedre Schlesiens vojvodskap
Bardo, även Bardo Śląskie, tyska: Wartha, är en stad i sydvästra Polen, belägen i distriktet Powiat ząbkowicki i Nedre Schlesiens vojvodskap, 10 kilometer sydväst om distriktets huvudort Ząbkowice Śląskie. Tätorten hade 2 699 invånare i juni 2014 och är centralort i en stads- och landskommun med sammanlagt 5 452 invånare samma år.
Stadens kloster och Mariakyrka är sedan medeltiden en känd vallfartsort i Schlesien.